# Tityus footei
Espèce
Tityus footei est une espèce de scorpions de la famille des Buthidae.

## Distribution
Cette espèce est endémique du Pérou. Elle se rencontre dans la région d'Apurímac vers Tamburco et dans la région de Cuzco vers Ollantaytambo.

## Description
Tityus footei mesure de 38 à 52 mm.

## Étymologie
Cette espèce est nommée en l'honneur de Harry Ward Foote (1875-1942).

## Publication originale
- Chamberlin, 1916 : « Results of the Yale Peruvian Expedition of 1911. The Arachnida. » Bulletin of the Museum of Comparative Zoology, vol. 60, no 6, p. 177-299 (texte intégral).